# Esther Hicks
Esther Hicks, rodným jménem Esther Weaver (* 5. března 1948 Coalville, Utah) je americká motivační řečnice, autorka knih a audio programů. Často je spojována s osobou známou jako Abraham. Spolu se svým zesnulým manželem Jerrym Hicksem napsala řadu knih, pořádala workshopy o Zákonu přitažlivosti pod hlavičkou Abraham Hicks Publications. Také se objevila v původní verzi filmu Tajemství z roku 2006. Její knihy, včetně série Zákon přitažlivosti, jsou podle Esther: „vytvořeny ze sdělení nefyzické entity, která je známa jako Abraham.“ Na seminářích Ester popisuje, co a jak dělá, když se napojuje na „nekonečnou inteligenci“.

## Životopis
Narodila se jako Esther Weaver 5. března 1948 v Coalville v Utahu. Spolu se svou sestrami Jeanne a Rebeccou, vyrostla v Layton, Utah. Zde chodila do školy South Summit High School (1962–1966).

### Manželství s Richardem D. Geerem
Po ukončení studia se provdala za Richarda D. Geera, se kterým má dceru Tracy (*2. června 1971). Žili ve Fresnu, Kalifornie. Manželství skončilo 21. srpna 1980.

### Manželství s Jerrym Hicksem
Jedno z prvních zaměstnání Jerryho Hickse (1926–2011) byla cirkusová akrobacie, kterou dělal 2 roky. Angažmá měl na Kubě. Od počátku roku 1948, pak 20 let, pracovat jako hudebník, MC a komik. Jerry Hicks zemřel 18. listopadu 2011, na rakovinu. Bylo mu 85 let.
Jejím druhým manželem byl Jerry Hicks, distributor Amway. Seznámili se v roce 1976, při prezentaci Amway, kterou vedl Jerry Hicks ve Fresnu. Později spolu pracovali jako upline (J.H.) a distributor (E.H.). Svatbu měli 3. září 1980 v Clark County, Nevada.

## Principy učení Abrahama-Hicksových
V knihách a dílech Esther se objevuje osoba jménem Abraham. Esther jej nazývá „nekonečnou inteligencí“ a Jerry pak „nejčistší formou lásky, jakou kdy zažil“. Její učení, která jsou známá jako „Učení Abrahama-Hicksových“ (anglicky Abraham–Hicks teachings) jsou založena na těchto zkušenostech. Mezi základní zásady učení patří to, kde se říká, že lidé vytvářejí svou vlastní realitu prostřednictvím své pozornosti a zaměření. Emoce jsou systém vedení každé osoby, které pak ukazují jak blízko, nebo jak daleko je člověk vzdálen k tomu co chce, resp. jak se jeho zdroj cítí ohledně konkrétního tématu, na které zaměřuje pozornost. Podle nich má být život zábavný a lehký. Podstata učení Abrahama-Hicksových byla od roku 1986 prezentována následovně:

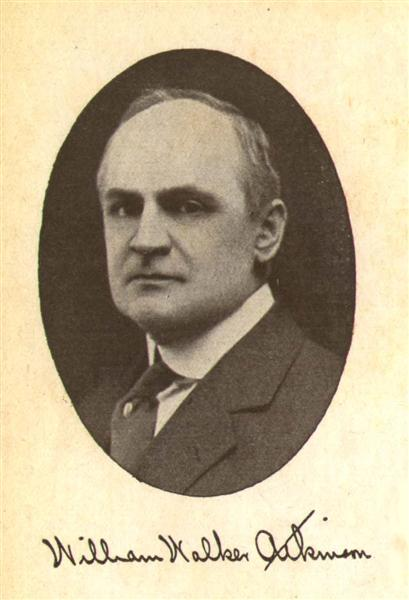
William Walker Atkinson

- Každý jednotlivec je fyzické rozšíření nefyzického.
- Lidé jsou ve svých tělech, protože se tak rozhodli.
- Základem života je svoboda; účelem života je radost; výsledkem života je růst.
- Lidé jsou tvůrci, svůj život vytvářejí svými myšlenkami a pozorností.
- Cokoli si lidé dokáží jasně představit, spolu s emocemi a vytvořením dokonalého vibračního stavu, je pak to, čím mají být, co mají dělat a co mají mít.
- Jednotlivci si vybírají své zkušenosti podle toho, jak si vyberou své zaměření.
- Emoce naznačují, co lidé vytvářejí, ať už vědomě nebo nevědomě.
- Vesmír zbožňuje lidi; zná jejich nejširší záměry.
- Jednotlivci jsou vyzváni, aby šťastně relaxovali ve své přirozené pohodě a věděli, že vše je v pořádku.
- Život nemá být bojem, ale procesem umožňování.
- Lidé jsou tvůrci „myšlenkových cest“ na jejich jedinečných „stezkách radosti“.
- Požadované fyzické projevy, jako jsou peníze, vztahy a životní styl, jsou vedlejšími produkty zaměření se na radost ze života.
- Jednotlivci mohou opustit své tělo bez nemoci nebo bolesti.
- Lidé nemohou zemřít; jejich životy jsou věčné. Smrtí fyzického těla nekončí život jednotlivce.
- Povaha Vesmíru je, že potvrzuje život. Je to nekonečný, kreativní a rozšiřující se proces.
- Veškerá touha může být splněna.
- Jednotlivci nejsou jen součástí Vesmíru, ale jsou jeho samotným zdrojem.

Velká část jejich pracovních seminářů, které spolu s manželem organizovali od roku 1987, se zaměřuje na Zákon přitažlivosti, tedy na koncept, o kterém psal William Walker Atkinson (1862–1932) ve své knize Myšlenkové vibrace nebo Zákon přitažlivosti v myšlenkovém světě (anglicky Thought Vibration or the Law of Attraction in the Thought World). Atkinson byl redaktorem časopisu New Thought a autorem více než 100 knih na téma náboženství, duchovna a okultismu.

## Film Tajemství (The Secret, 2006)
Esther hovořila a také vystupovala v původní verzi filmu The Secret (česky Tajemství, 2006), kde byla hlavní inspirací pro vytvoření filmu. Záběry s ní byly smazány z pozdější verze The Secret: Extended Edition poté, co tvůrce filmu Rhonda Byrne, která byla zapojena jiných do smluvních sporů a soudních sporů týkajících se filmu, jí z tohoto důvodu zrušila původní smlouvu týkající se její účasti. Současně požádal Esther, aby se vzdala svých „práv duševního vlastnictví k tomuto tématu jednou provždy“. V otevřeném dopise zveřejněném na internetu Esther uvedla, že byla „nepohodlná s tím, co ji připadalo jako poměrně agresivní marketingová kampaň“, a že jí Abraham poradil: „Kdykoli dostanete ultimátum, které říká: „Pokud to neuděláte, pak budeme muset udělat takové a takové věci," je nejlepší, že to necháte tak a odejdete. Jinak vždy existuje další hrozba, a to, a toto a toto." Dopis Byrneovou neodsuzuje, ale objasňuje, proč se Esther již ve filmu Tajemství neobjevuje. Od té doby zveřejnila na YouTube video, které dále vysvětluje její pocity ohledně filmu Tajemství a také její rozhodnutí přerušit spolupráci na filmu.

## Publikační činnost

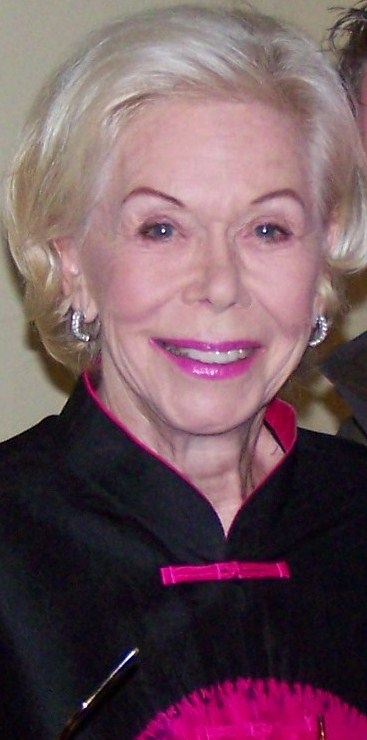
Louise Hay

Společnost Hay House, Inc. vydala v září 2004 její knihu Ask and it is Given (česky Požádej a je ti dáno). Od té doby dále bylo vydáno: v lednu 2006 The Amazing Power of Deliberate Intent, v říjnu 2006 The Law of Attraction, září 2008 The Astonishing Power of Emotions, v roce 2009 pak Money and the Law of Attraction: Learning to Attract Health, Wealth & Happiness, and The Vortex: Where the Law of Attraction Assembles All Cooperative Relationships. Pro děti napsali knihy: Sára I., Sára II., Sára III.
Řada jejich knih byla přeložena do češtiny, chorvatštiny, francouzštiny, italštiny, japonštiny, němčiny, nizozemštiny, rumunštiny, ruštiny , slovenštiny, slovinštiny, srbštiny, španělštiny a švédštiny.

### Knihy
- A New Beginning I: Handbook for Joyous Survival, Jerry a Esther Hicks. Vydavatel Abraham–Hicks Publications, 5. vydání, 1988.
- A New Beginning II: A Personal Handbook to Enhance your Life, Liberty and Pursuit of Happiness, Jerry a Esther Hicks. Vydavatel Abraham–Hicks Publications, 1991.
- Sara and the Foreverness of Friends of a Feather, Jerry a Esther Hicks. Vydavatel Abraham–Hicks Publications, 1995.
- Ask and it is Given: Learning to Manifest Your Desires, Jerry a Esther Hicks. Vydavatel Hay House Inc,, 2005.
- The Amazing Power of Deliberate Intent: Living the Art of Allowing, Jerry a Esther Hicks. Vydavatel Hay House Inc,, 2005.
- The Law of Attraction: The Basics of the Teachings of Abraham, Jerry a Esther Hicks. Vydavatel Hay House Inc, 2006.
- Sara, Book 1: Sara Learns the Secret about the Law of Attraction, Esther a Jerry Hicks. Ilustrace Caroline S. Garrett. Vydavatel Hay House Inc,, 2007.
- Sara, Book 2: Solomon's Fine Featherless Friends, Esther a Jerry Hicks. Ilustrace Caroline S. Garrett. Vydavatel Hay House Inc, 2007.
- Sara, Book 3: A Talking Owl is Worth a Thousand Words!, Esther a Jerry Hicks. Ilustrace Caroline S. Garrett. Vydavatel Hay House Inc, 2008.
- The Astonishing Power of Emotions, Jerry a Esther Hicks. Vydavatel Hay House Inc, 2008.
- Money and the Law of Attraction: Learning to Attract Health, Wealth & Happiness, Jerry a Esther Hicks. Vydavatel Hay House Inc, 2008.
- The Vortex: Where the Law of Attraction Assembles All Cooperative Relationships, Jerry a Esther Hicks. Vydavatel Hay House Inc, 2009.
- Getting into the Vortex: Guided Meditations CD and User Guide, Esther a Jerry Hicks. Vydavatel Hay House Inc., 2009.

### Knihy přeloženy do češtiny, slovenštiny
- 2007: Pocity, spoluautor Jerry Hicks, vydavatel Eugenika, počet stran 232, orig. název The Astonishing Power of Emotions, 2007, ISBN 978-80-8100-093-5
- 2008: Úžasná síla emocí, spoluautor Jerry Hicks, vydavatel Pragma, počet stran 204, orig. název The Astonishing Power of Emotions, ISBN 978-80-7349-130-7
- 2009, slovensky: Dovoľ si to, čo chceš, spoluautor Jerry Hicks, vydavatel Eugenika, počet stran 288, orig. název The Amazing Power of Deliberate Intent, 2006, ISBN 978-80-8100-137-6
- 2009: Zákon přitažlivosti, spoluautor Jerry Hicks, vydavatel Pragma, počet stran 166, orig. název Law of attraction, 2007, ISBN 978-80-7349-173-4
- 2009: Peníze a zákon přitažlivosti, spoluautor Jerry Hicks, vydavatel Pragma, počet stran 272, orig. název Money and Law of Attraction, 2007, ISBN 978-80-7349-202-1
- 2009: Moc a síla přesného záměru, spoluautor Jerry Hicks, vydavatel Pragma, počet stran 304, orig. název The Amazing Power, ISBN 978-80-7349-161-1
- 2010: Sára – Kniha první, spoluautor Jerry Hicks, vydavatel Synergie, počet stran 180, orig. název Sara 1: The Foreverness of Friends of a Feather, 1998, ISBN 978-80-7370-026-3
- 2010, slovensky: Zdravie, hojnosť a zákon príťažlivosti, spoluautor Jerry Hicks, vydavatel Eugenika, počet stran 264, orig. název Money, and the Law of Attraction: Learning to Attract Wealth, Health, and Happiness, 2008, ISBN 978-80-8100-174-1
- 2010, slovensky: Ako zhmotniť svoje túžby, vydavatel Eugenika, počet stran 200, orig. název Manifest your Desires, 2008, ISBN 978-80-8100-189-5
- 2011: Klíč ke všem vztahům, spoluautor Jerry Hicks, vydavatel Eugenika, počet stran 248, orig. název The Vortex: Where the Law of Attraction Assembles All Cooperative Relationships, ISBN 978-80-810-0169-7
- 2013: Požádej a je ti dáno, spoluautor Jerry Hicks, vydavatel Synergie, počet stran 316, orig. název Ask and It Is Given, 2005, ISBN 978-80-7370-221-2
- 2013: Sára – Kniha druhá, spoluautor Jerry Hicks, vydavatel Synergie, počet stran 243, orig. název Sara, Book 2, 2009, ISBN 978-80-7370-227-4
- 2013: Sára – Kniha třetí, spoluautor Jerry Hicks, vydavatel Synergie, počet stran 229, orig. název Sara, Book 3, 2002, ISBN 978-80-7370-255-7
- 2014: Peníze a zákon přitažlivosti, vydavatel Synergie, počet stran 272, orig. název Money and the Law of Attraction, 2014, ISBN 978-80-7370-314-1
- 2015: Spolupráce v tom nejlepším slova smyslu, spoluautor Wayne W. Dyer, vydavatel Pragma, počet stran 176, orig. název Co-creating at Its Best: A Conversation Between Master Teachers, 2014, ISBN 978-80-7349-459-9